# Classe Sa'ar V
 (décembre 2020).
Si vous disposez d'ouvrages ou d'articles de référence ou si vous connaissez des sites web de qualité traitant du thème abordé ici, merci de compléter l'article en donnant les références utiles à sa vérifiabilité et en les liant à la section « Notes et références ».
Les Sa'ar V sont une classe de corvettes polyvalentes à dominante anti-sous-marins et antinavires de la marine de guerre israélienne construite à 3 exemplaires dans les années 1990 par la société américaine Litton-Ingalls (absorbée depuis par Northrop Grumman).
Très bien équipées et armées pour leur tonnage relativement modeste de 1 200 tonnes, elles figurent parmi les premiers navires de guerre furtifs opérationnels dans le monde.
Leur prix unitaire est estimé à 260 millions de dollars américains.

## Historique

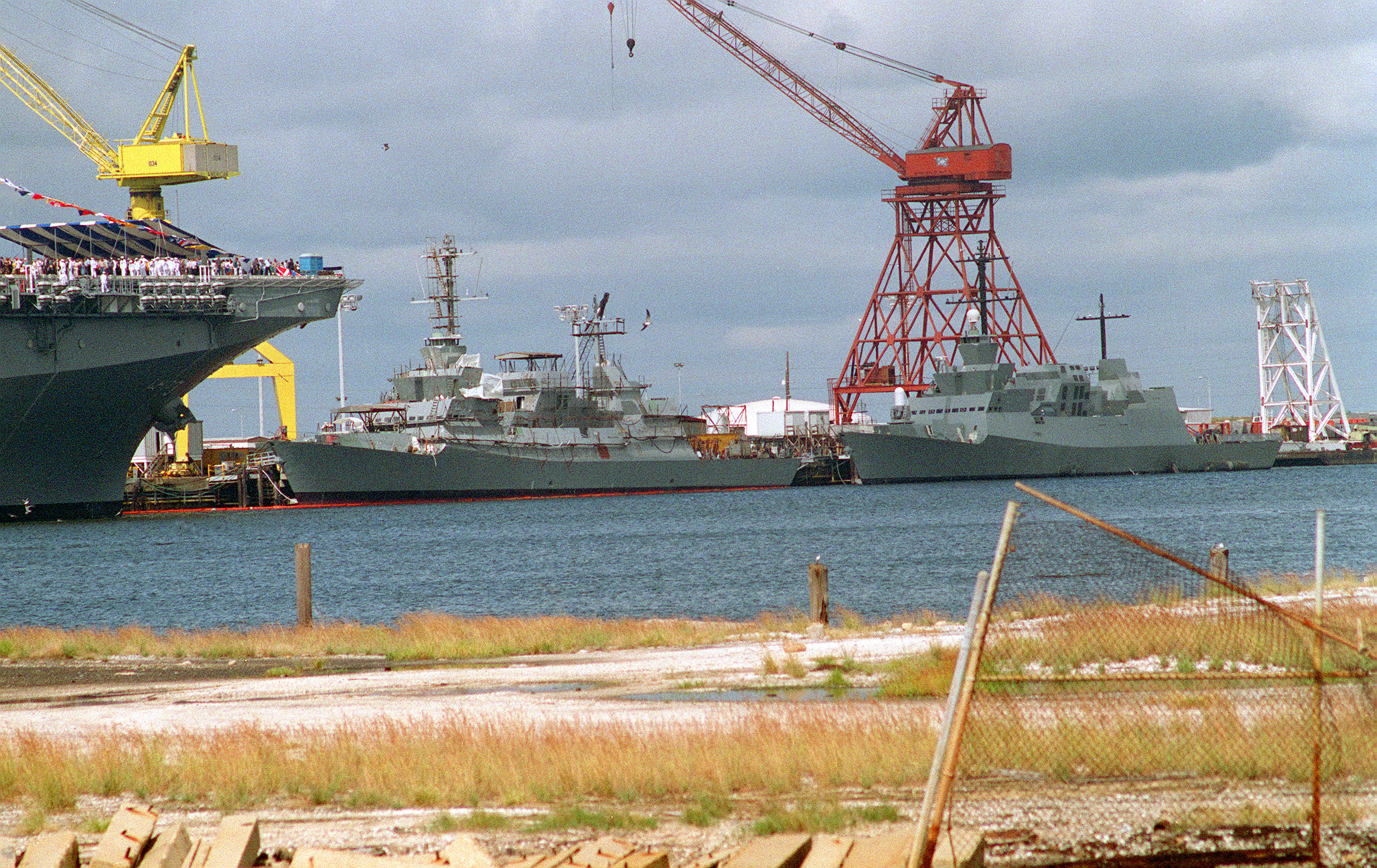
Le Eilat et le Lahav sur leur chantier de construction en 1993.

Dans les années 1980, la marine israélienne ne disposait que de bâtiments relativement légers en plus de ses sous-marins (des patrouilleurs Sa’ar II, III et IV) et une poussière de vedettes (Dvora, Dabur et Shapirit).
Dans le contexte, Israël mit à l'étude, dès le début de cette décennie, une nouvelle classe de bâtiments plus lourds, aptes à emporter un hélicoptère et à mener un combat en haute mer.
Israël en confia la conception et la construction à l'américain Litton-Ingalls (racheté ensuite par Northrop Grumman).
Le 14 juillet 2006, durant la crise israélo-libanaise de 2006, au large de Beyrouth, le navire Hanit a été endommagé par un missile antinavire  de fabrication chinoise livré par l'Iran au Hezbollah tuant 4 membres de l'équipage.

## Liste des navires
- INS Eilat (501), premier de sa classe, sera lancé en février 1993 ;
- INS Lahav (502), lancé en août 1993 ;
- INS Hanit (503), lancé en mars 1994.

## Caractéristiques

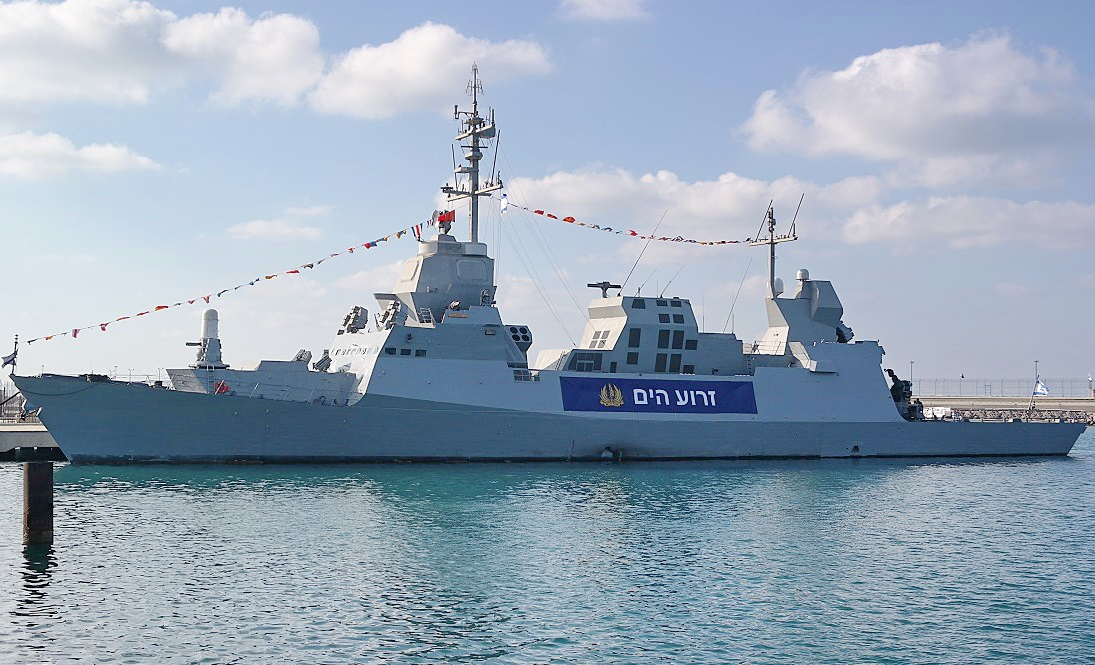
L'INS Lahav.

Les Sa'ar V, rapides (33 nœuds) et maniables, forment l’une des premières classes de bâtiments furtifs opérationnels au monde.
Leur autonomie est d'environ 7 400 km avec 24 jours de vivres.
Elles sont considérées comme fort stables, tandis qu'elles ont été optimisées afin de réduire la signature radar et infrarouge. En conséquence, l'architecture des bâtiments fait appel à des surfaces planes mais aussi à la dilution des gaz de combustion des moteurs ou encore l'intégration des tubes lance-torpilles dans leur superstructure.
Les Eilat/Saa'ar V forment une classe de navires bien équipés malgré leur relative petite taille.
Ils disposent de radar de veille air EL/M-2218S, d'un radar de contrôle de tir EL/M-2221 (tous deux de construction israélienne), d'un sonar de proue et d'un sonar remorqué, d'une panoplie de contre-mesures antitorpilles (AN/SLQ-25 Nixie) et antimissiles (lance-leurres) ainsi que des équipements de communication et de surveillance évolués.
Il en résulte que ces navires sont aptes à des missions de recueil de l'information (SIGINT) et à des insertions de forces spéciales dans des zones « à risques ».

## Armement
Les Sa'ar V sont des bâtiments puissants, avec l'emport de 8 missiles mer-mer Harpoon américains de 130 km de portée ou 8 missiles Gabriel israéliens et la possibilité de cible au-delà de l'horizon par l'intermédiaire d'un hélicoptère H-665A Dauphin que les Eilat ont la capacité d'embarquer organiquement (elles disposent d'une plate-forme et d'un hangar).
La dotation en torpilles est également importante.
La défense aérienne, avec un total de 64 missiles mer-air Barak israéliens de 10 km de portée, comporte également un canon Gatling Phalanx américain de défense rapprochée, ou éventuellement un canon Oto-Melara italien de calibre 76 mm, des équipements rares pour des corvettes.
Le Phalanx et les Barak peuvent être utilisés contre des cibles navales.
À partir de mai 2016, une version navale du système de missiles anti-roquettes Dôme de fer est testée sur le Lahav. Opéré par du personnel de la Force aérienne et spatiale israélienne, elle est déclarée opérationnelle le 27 novembre 2017 et doit équiper les autres corvettes.